# Lara Darowski
Lara Alyssa Darowski (* 26. März 2002 in Essen) ist eine deutsche Volleyballspielerin.

## Karriere
Darowski spielte in ihrer Jugend beim VC Essen-Borbeck und ab 2015 beim VV Humann Essen, mit dem sie mehrfach an deutschen Jugendmeisterschaften teilnahm. Im Sommer 2018 ging sie nach Berlin und spielte bei der SG Rotation Prenzlauer Berg in der Regionalliga Nordost. 2019 wechselte die Außenangreiferin zum Zweitligisten VC Olympia Berlin. 2021 wurde Darowski vom Bundesligisten Rote Raben Vilsbiburg verpflichtet. Nach zwei Jahren wechselte sie zum Ligakonkurrenten Schwarz-Weiss Erfurt. Im Januar 2025 wurde sie vom SC Potsdam verpflichtet.
Darowski spielte auch in der deutschen U17-Nationalmannschaft, mit der sie 2018 bei der U17-Europameisterschaft in Sofia Platz sieben erreichte. Beim Europäischen Olympischen Jugendfestival 2019 erreichte sie Platz fünf.